# Louis Duchosal
Pour les articles homonymes, voir Duchosal.
Louis Duchosal, né à Genève le 12 avril 1862 et mort le 28 février 1901 aux Eaux-Vives, était un écrivain et poète suisse.
Atteint de paralysie (ataxie locomotrice) dès son adolescence, il se plongea dans les livres et les études en autodidacte. Il se fit un nom dans le journalisme et les milieux littéraires romands des années 1880 et 1890, publiant articles et poèmes dans des revues. Il fut ensuite bibliothécaire de l'Institut national genevois, et figura parmi les créateurs de la Revue de Genève en 1886. Sa poésie est de tendance symboliste.

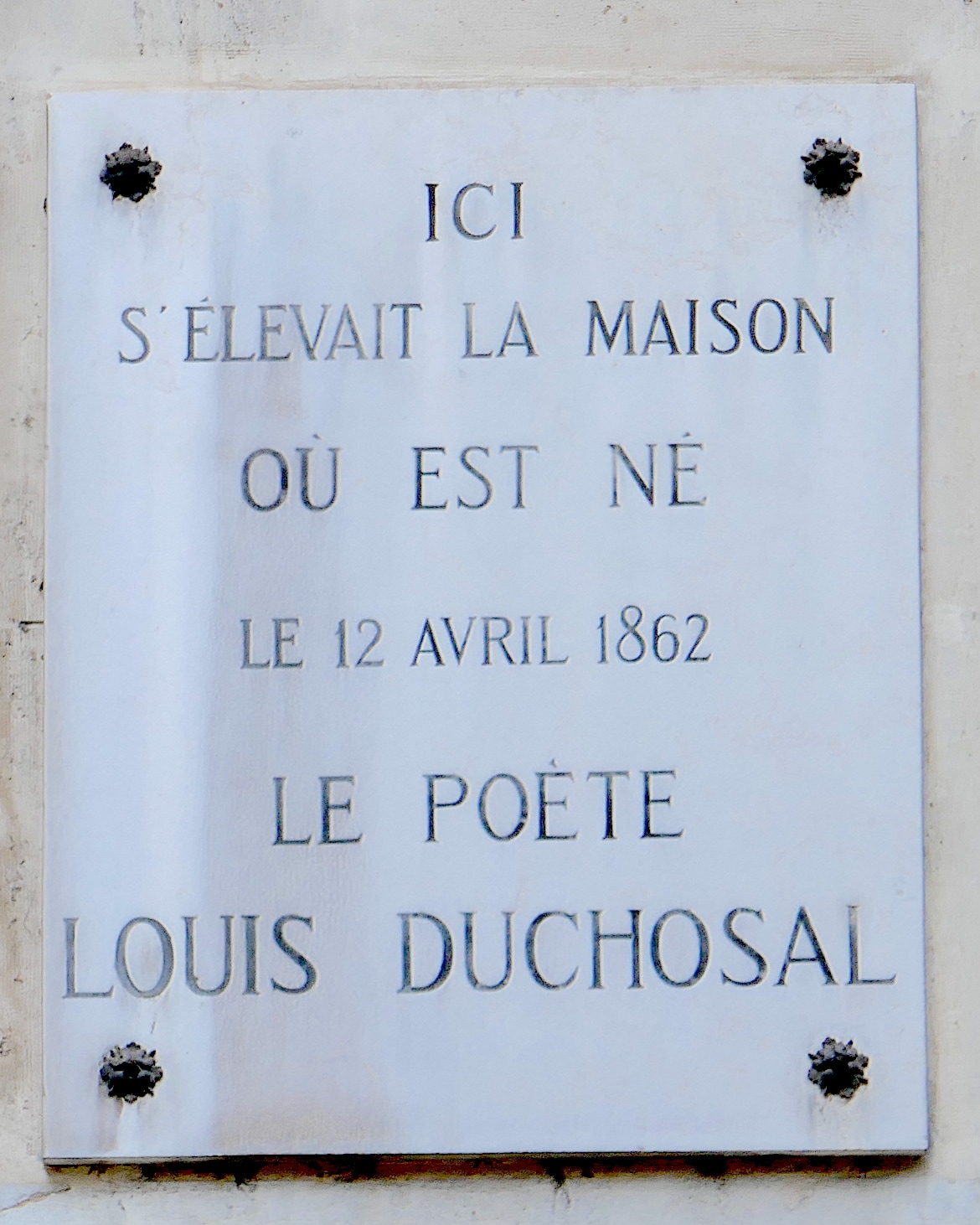
Rue de Rive à Genève